# Caminho das Tropas (Desterro-Lages)
O Caminho das Tropas, ou Caminho dos Tropeiros, foi uma antiga via terrestre de ligação do litoral de Santa Catarina ao Planalto Serrano, mais especificamente de Desterro a Lages, com picadas abertas na época do Brasil Colônia e estradas precárias na época do Império do Brasil. Modernamente, a Rodovia BR-282 segue aproximadamente seu traçado original, entre Palhoça e Lages.

## História
Foi somente a partir do início do século 19 que desenvolveu-se o transporte de mercadorias entre o atual planalto catarinense e seu litoral, aquele pertencente então à Capitania de São Paulo e este à Capitania de Santa Catarina. Lages, entreposto da região planaltina, isolada do litoral catarinense pelas Serras do Mar e Geral, ligava-se mais facilmente com Porto Alegre, Curitiba e São Paulo. Isolada em seus vastos campos, logo desenvolveu-se como pólo de criação de gado em regime de latifúndio. Foi somente uma questão de tempo, talvés meio dilatado, a construção de uma estrada planalto-litoral catarinense, principalmente após Lages passar a pertencer a Santa Catarina a partir de 9 de setembro de 1820.

### Brasil Colônia
Em 1776 o governador da Capitania de Santa Catarina, Pedro Antônio da Gama Freitas, ordenou que o tenente José Luis Marinho abrisse uma picada exploratória em sentido do planalto serrano, partindo da foz do Rio Cubatão. Face às dificuldades encontradas e à invasão espanhola da ilha de Santa Catarina em 1777, e tendo falecido depois o tenente Marinho, esta primeira iniciativa de ligação do litoral com o planalto serrano foi paralisada.

## Império do Brasil
Após a fundação de colônias em Santa Catarina, processo iniciado com a fundação da Colônia São Pedro de Alcântara, em 1829, os governos provinciais preocupam-se paulatinamente em interiorizar as colônias e garantir acesso a elas e aos territórios provinciais que mais além se espraiavam. O presidente Antero José Ferreira de Brito relata em 1845 que desde quatro anos investiga qual a melhor direção do Caminho das Tropas.